# Steinreihe Nine maidens

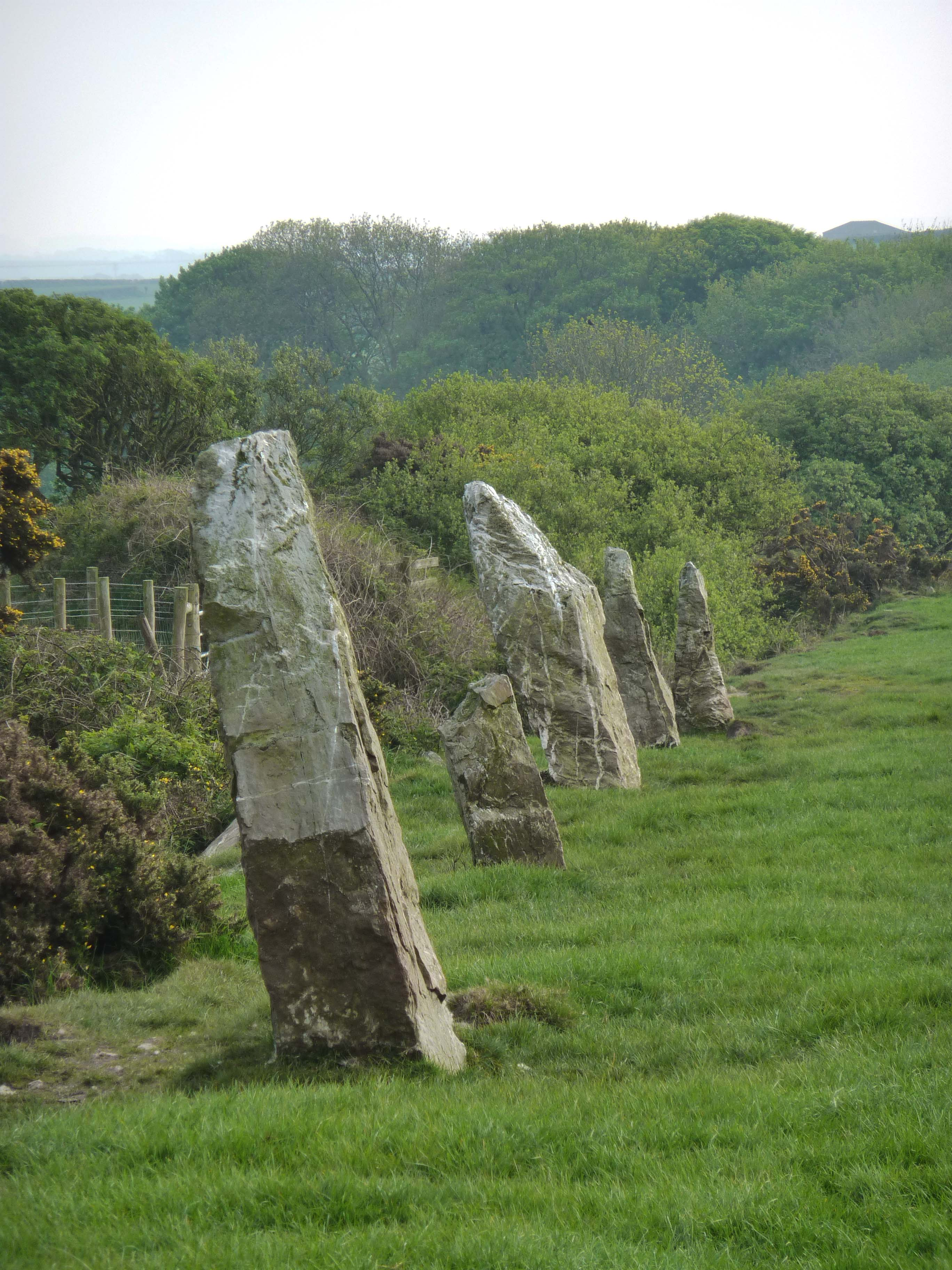
Steinreihe Nine maidens

Die Steinreihe Nine maidens (deutsch „Neun Jungfrauen“) ist eine Steinreihe in Cornwall (England). Sie befindet sich in einem Feld östlich der A39 road in der Nähe von Winnards Perch, zwischen St Columb Major und Wadebridge etwa 3,2 km östlich von St. Columb Major.
Die Neun Jungfrauen sind auf Cornish als "Naw-voz" oder "Naw-whoors" (deutsch „neun Schwestern“) bekannt und nicht zu verwechseln mit den „Nine Maidens Downs“ oder dem Steinkreis „Nine Maidens“.

## Beschreibung
Die etwa 108 m lange Nordost-Südwest orientierte Reihe der Nine maidens ist auf einen Stein ausgerichtet, der als Fiddler (nicht The Blind Fiddler oder andere Fiddlersteine) bekannt ist und etwa 680 Meter entfernt neben der A39 steht. Die Reihe besteht aus neun Menhiren, die in der Höhe von 0,8 bis 2,1 m variieren. Der nördlichste Stein liegt und ist zerbrochen. Die Steine haben unregelmäßige Abstände.

## Datierung
Die 2004 entdeckte Steinreihe am Cut Hill im nördlichen Dartmoor ist die erste, die datiert werden konnte. Der Torf unter Stein 1 wurde mit der Radiokarbonmethode auf kalibriert 3700–3540 v. Chr. datiert, der Torf darüber auf kalibriert 2476–2245 v. Chr.